# Jernej Zupanec
Jernej Zupanec, slovenski pravnik in narodni delavec, * 22. avgust 1810, Martinj Vrh, † 11. april 1898, Ljubljana.

## Življenje in delo
Izobrazil se je za pravnika, poleg tega pa je bil tudi agilen društveni delavec. Dolga leta je vodil gospodarsko poslovanje Slovenske matice ter bil aktiven član mnogih narodnih društev, ki jih je gmotno podpiral.
Ljudsko šolanje je začel v Železnikih, nadaljeval v Ljubljani, 3. razred normalke (1824) in licej (1825–1833), med drugimi ga je učil tudi Matija Čop. Leta 1830 si je pridobil tudi spričevalo za domačega učitelja. Pravo je študiral na Dunaju (1833–1837), opravil tudi izpite iz drugih predmetov (zgodovina, klasična književnost, italijanščina). Leta 1843 je doktoriral. Več let je bil vzgojitelj pri dunajskih družinah in nato prakticiral pri dunajskih odvetnikih in notarjih. V letih 1845–1848 je bil kot privatni prefekt Terezijanske viteške akademije vzgojitelj G. Suttnerja, z njim veliko potoval po Evropi in Severni Ameriki. Notarski izpit je opravil 1851, za notarja v Ljubljani bil imenovan 1856 in to delo opravljal do 1897 (v letih 1877–1878 bil pri njem koncipist Janko Kersnik).
Bil je član številnih organizacij in društev (npr. Der zoologisch botanische Verein zu Wien 1853, Der Verein des Landesmuseum in Krain 1856, Der hist. Verein für Krain 1857, KD 1860, Der österr. Alpenverein 1867, graški Der Tierschutz Verein 1874, Kranjsko muzejsko društvo 1888). Prav posebej delaven pa je bil tudi v slovenskih narodnih društvih: Južni Sokol (1863–1867 podstarosta), Slovenski matici (1865–1898 ustanovni član, blagajnik, sicer pa največ deloval v gospodarskem odseku), ljubljanski Čitalnici (1875–1883 predsednik, nato častni član), ljubljanskem Sokolu (od 1875, 1888 častni član). V letih 1865–1868 je bil ljubljanski občinski svetovalec, od 1872–1897 pa predsednik notarske zbornice.
Široka splošna in temeljita pravna izobrazba, dobro gmotno stanje in narodna zavednost so mu pridobile velik ugled. Med prvimi je uradoval v slovenskem jeziku, denarno podpiral sorodnike in dijake, narodne prireditve in društva, postal ena osrednjih osebnosti ljubljanskega družabnega in narodnega dogajanja. Pripadal je Bleiweisovemu krogu, vendar v politične boje ni posegal. Bistveno je pripomogel, da so pri Lenartu nad Lušo 1896 zgradili šolo, zato je bil imenovan za častnega člana občine Selca.

## Nečak Urban je bil oče Alme, Anice in Elke.
- Munda Jože. »Zupanec Jernej«. Slovenski biografski leksikon. Ljubljana: ZRC SAZU, 2013 – prek Slovenska biografija.